# Bandeira da Letónia

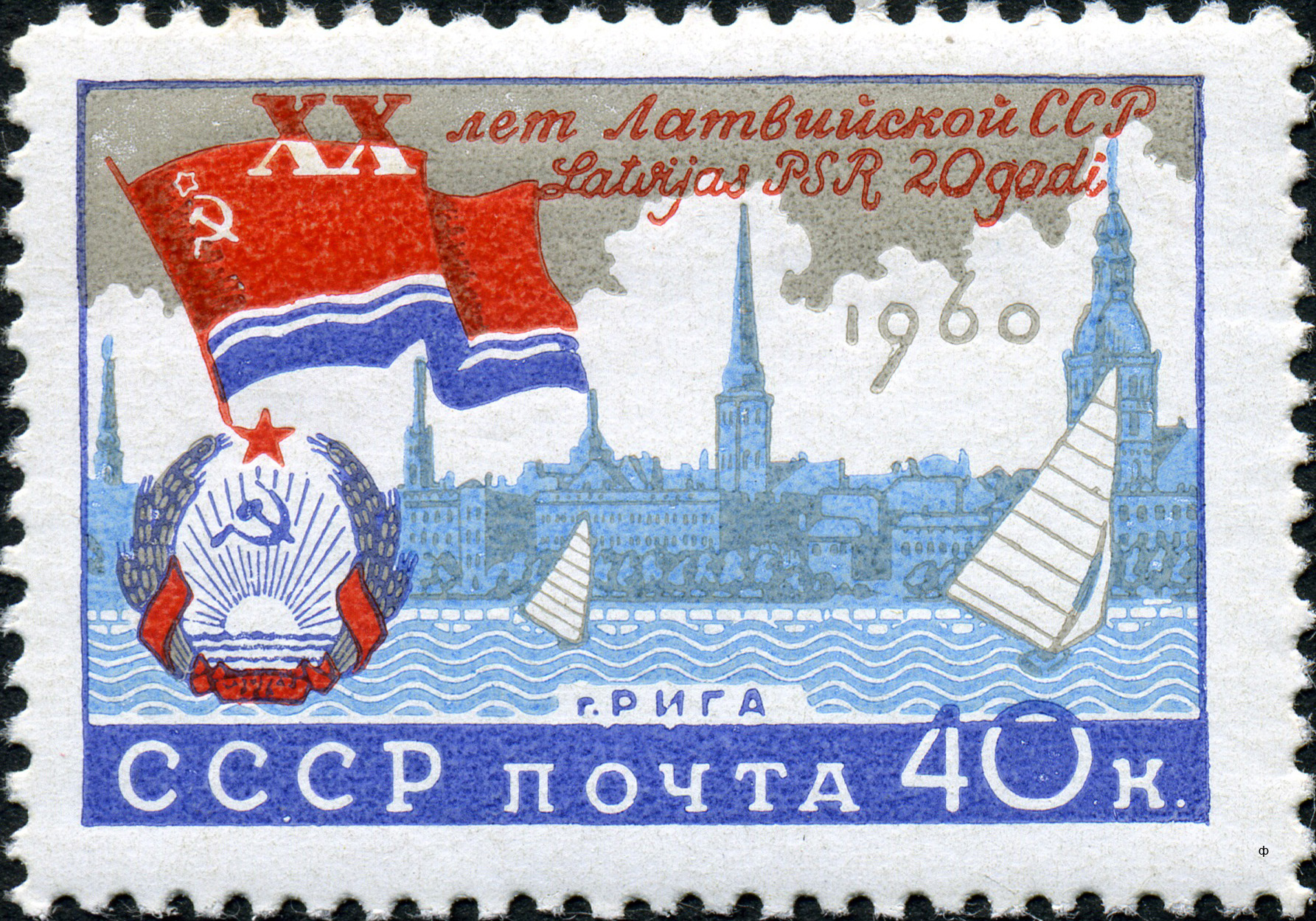
Bandeira da RSS da Letônia estampada em um selo soviético de 1960.

A bandeira nacional da Letónia (português europeu) ou bandeira nacional da Letônia (português brasileiro) foi adotada pela primeira vez em 18 de novembro de 1918. Após o período de domínio soviético, a bandeira oficial foi restabelecida em 15 de fevereiro de 1990.

## História
A inspiração para criação da bandeira letã possui diversas origens possíveis. Uma das lendas diz que havia um líder de uma tribo local que foi ferido numa batalha e logo depois embrulhado num lençol branco. Diz-se que a parte do lençol onde ele estava deitado ficou branca e as outras duas à sua volta ficaram manchadas pelo vermelho de seu sangue.

## Bandeiras históricas

Bandeira da Letônia (1918-1940).
RSS da Letônia (1919-1920).
RSS da Letônia (1953–1990).

## Outras Bandeiras

Bandeira marítima.
Bandeira Naval da Letônia.
Estandarte presidencial de Letônia.
Estandarte do Primeiro Ministro da Letônia.
Estandarte presidencial de Saeima.
Estandarte do Ministro de Defesa.